# ده‌باله دهان‌کوچک
ده‌باله دهان‌کوچک (نام علمی: Alepes apercna) نام یک گونه از سرده ده‌باله‌های بیضوی است.